# Júliusi éjszaka
A Júliusi éjszaka Hunyady Sándor 1929-ben bemutatott első darabja, amelynek hatalmas vígszínházi sikere jelentette színdarabírói pályafutásának kezdetét. Nemcsak ezért méltányolandó azonban, hanem mint kitűnő vígjáték is: humora, nyelvi leleményessége, remek helyzetei és figurái miatt. Nyoma sincs itt az első darabokat jellemző ügyetlenségnek a témaválasztás és atmoszféra-teremtés szempontjából, csupán az apróbb szerkezeti gyengeségek mutatják a még kiforratlan drámaírót.
A darab először a Színházi Élet című hetilap 7-es számú, 1930-as számának mellékleteként jelent meg.

## Cselekménye
|  | Alább a cselekmény részletei következnek! |

Egy falusi arisztokrata család kastélyában vendégeket fogad: a kisasszony vőlegényét, annak nagybátyját, Gábort, Evelint, a tüzes vérű özvegy úrinőt, és több léhűtő vidéki urat. A szivarozó háziasszony és folyton elszundító ura tökéletes házigazdák: a társaság szalonjukban hosszan, de igen kifinomult modorban társaloghat a semmiről. A vendégeskedés elsőrendű célja azonban az, hogy megsürgessék az esküvőt, ami elől – a fiatalok házának elkészültével – immár minden akadály elhárult, csak a menyasszony vonakodása hátráltatja. A menyasszony saját hidegségét a vőlegény megváltozott viselkedésével magyarázza: a fiú már nem szerelemmel szereti őt, hanem mohó vággyal, ami ijesztő számára. A vőlegény nem is tagadja, hogy fiatal férfi lévén, nem tudja elfojtani a benne izzó nemiséget: amikor a gramofonon tangózene csendül fel, a kacér özveggyel olyan buja táncba kezd, hogy a menyasszony megszégyenülten elrohan. A vőlegény most minden vágyakozásával Evelin felé fordul, szaglássza, tüzes fantáziái új főszereplőjévé teszi, az özvegy azonban csak flörtöl vele, majd otthagyja: igazi szerelme a megközelíthetetlen, rejtélyes Gábor, a vőlegény nagybátyja.
A zaklatott fiatalembernek azonban nemcsak ezt az egy vereséget kell elszenvednie nagybátyjától, nem sokkal később szobájában iszonyatos dorgálásban részesül tőle menyasszonyával való viselkedése miatt. Lassanként kiderül, hogy Gábor nemcsak egyszerűen figyelmes, hanem szerelmes a menyasszonyba, de titkolja, hisz majd negyvenéves fejjel túl öreg lenne a lányhoz. Boldogságát azonban gondos szemmel vigyázza, s kéri a vőlegényt, adjon meg neki minden szerelmet. Gábor távozása után a vőlegény gerjedelme még mindig nem csitult, az inastól azonban megtudja, hogy a komorna az inas menyasszonya, a falu lányait őrzik, a falu egyetlen „rosszlányát” pedig a múlt héten vitték el, így csak három csöbör hideg víztől remélhet megváltást. A vizet behozó komorna azonban nem viseli olyan komolyan mátkaságát, szívesen segítene a megszorult fiatalemberen. A féltékeny inas ront el mindent: a menyasszonyával cicázó vőlegényre ugrik, s a dulakodás közben egy pisztoly is elsül. Bár baja senkinek sem esik, mégis a legteljesebb a katasztrófa: az összefutó háznép előtt a vőlegénynek egész kálváriáját el kell mesélnie. A házigazdák természetesen azonnal semmisnek tekintik az eljegyzést, de Gábor meggyőzi őket: szemet kell hunyniuk az eset fölött, hiszen olyan nehezen találnának még egy ilyen "comme il faut" vőlegényt, aki szereti, s boldoggá fogja tenni lányukat. A kérdezősködő menyasszony előtt pedig rá, Gáborra foghatják az egész incidenst.
Reggelre az inas és a komorna már kibékültek, az inasnak bocsánatot kellett kérnie a vőlegénytől – hisz ő szolga – és bele kell törődnie jövendőbelije könnyű erkölcseibe. A másik jegyesség azonban Gábor minden csele ellenére felbomlik: a menyasszony visszaadja gyűrűjét a vőlegénynek, hiszen ő csak azért ment volna hozzá, hogy Gábor rokona lehessen, akit igazán szeretett, a szörnyű éjszakai tett elkövetéséig. A vőlegény tisztázza a helyzetet és összehozza a szerelmeseket. Gábor és a menyasszony boldogságát szánalomra méltó megtörtséggel veszi tudomásul a mindig ragyogó Evelin, a vőlegény azonban egykedvű: hátha most jön majd valaki, aki valóban szereti.

## Előadástörténet
A Vígszínház 1929. december 31-i bemutatóján a menyasszonyt Fáthy Erzsébet, a vőlegényt Ráday Imre, Gábort Törzs Jenő, az özvegyet pedig Makay Margit játszotta. A menyasszony szüleinek szerepében a Góth házaspárt lehetett látni, Licit, a komornát pedig Dajka Margit alakította.
Azóta egy felújítást ért meg a Júliusi éjszaka, a Népszínházban, 1987-ben Beke Sándor rendezésében, ekkor a főbb szerepeket Poór Mária, Zalavári Béla, Garai Róbert és Kertész Katalin játszották.
1972-ben Horváth Z. Gergely rendezésében tévéfilmre vették.